# Édouard Conte
Édouard Conte (* 1948 in Chicago) ist ein französischer Sozialanthropologe und emeritierter Hochschullehrer an der Universität Bern.

## Werdegang
Im Jahr 1967 erlangte Conte das Baccalauréat (Philosophie, Prix d'excellence) am Lycée Gassendi in Digne (Frankreich). Von 1967 bis 1982 studierte er u. a. in Kabul, Aix-en-provence, London und Frankfurt.
Im Jahr 1982 wurde er an der University of London im Fach Social Anthropology  zum Dr. phil. promoviert.
Nach dem Studium war Conte mit wissenschaftlichen Tätigkeiten u. a. in London, Riyadh, Paris und Münster betraut.
2003 wurde er zum Ordentlichen Professor für Allgemeine Ethnologie an der Universität Bern und Kodirektor des Instituts für Sozialanthropologie ernannt. Die Eremitierung erfolgte 2013.
Conte ist Directeur de recherche émérite am französischen Centre national de la recherche scientifique (CNRS), wo er Mitglied des Laboratoire d'anthropologie sociale ist.
Derzeit ist er Research Fellow am Interfakultären Institut für Familienforschung und -beratung der Universität Freiburg im Uechtland (Schweiz).
Er ist Beiratsmitglied des Orientwissenschaftlichen Zentrums der Martin-Luther-Universität Halle-Wittenberg.

## Feldforschungen
Contes hat Forschungsarbeiten im Tschad (1972–1974), in Ägypten, Jordanien und Palästina durchgeführt. Sie befassten sich  besonders mit geschlechtsspezifischen Prozessen von Verwandtschaft und Heirat, insbesondere im Zusammenhang mit den Veränderungen des Personenstandsrechts. Im Rahmen des Teilprojekts B01 hat er in enger Zusammenarbeit mit dem Landwirtschaftssoziologen François Ireton spezielle Methoden entwickelt, um in diachroner Perspektive besser zu verstehen, wie verwandtschafts- und klassenbasierte Strukturen der Verwandtschaft die Modalitäten der Eigentumsübertragung innerhalb eines großen Dalit-Kollektivs in Madhya Pradesh prägen.

## Mitgliedschaften
- Association française pour l'étude du monde arabe et musulman
- Société des africanistes, Paris
- Associate Research Fellow, Department of Anthropology, University College London
- Mitglied der CNRS-Forschungsgruppe (Groupement de recherche) ‚Anthropologie comparative des sociétés musulmanes‘ (1984–1995)
- Mitglied der CNRS-Forschungsgruppe (GDR) ‚Sociétés musulmanes et pratiques iden-titaires‘ (1996–2001)
- Mitglied des ‚Réseau anthropologie comparative des sociétés musulmanes‘, École pratique des hautes études und CNRS, Paris. (seit 2003)
- European Association of Social Anthropologists

## Publikationen (Auswahl)

### Monographien
- La Quête de la race. Une anthropologie du nazisme. Paris 1995 (zsm. mit Cornelia Essner; 1998 portugiesische Ausgabe, 2000 italienische Ausgabe).
- Macht und Tradition in Westafrika: Französische Anthropologie und afrikanische Geschichte. Campus-Verlag Frankfurt/Main 1988.

### Aufsätze/Buchbeiträge/Herausgeberschaften
- Conte, Edouard (2014). A Contest of Concepts: 'Ètnos' and 'Ethnicity' Revisited in the Wake of the Cold War. In: Kollmar-Paulenz, Karénina; Reinhardt, Seline; Skrynnikova, Tatiana D. (Hg.) Religion and Ethnicity in Mongolian Societies. Studies in Oriental Religions: Vol. 69 (S. 9–28). Wiesbaden: Harrassowitz
- Conte, Edouard (2013). Intermediate report 2007–2011 SNSF Project 10001A-116415 "The Application of Islamic Family Law in Palestine and Israel: Text and Context" SNF
- Conte, Edouard (25. November 2011). Youthquake. The Arab revolt in transgenerational perspective (opening lecture). In: SEG Jahrestagung 2011 - Colloque annuel de la SSE 2011. Zürich.
- Conte, Edouard (2011). Adam et consorts. Germanité et filiation de la Genèse au Déluge selon les traditions musulmanes. In: Bonte, Pierre; Porqueres i Gené, Enric; Wilgaux, Jérôme (Hg.) L'argument de la filiation. Aux fondements des sociétés européennes et méditerranéennes (S. 39–71). Paris: Les éditions de la Maison des sciences de l'homme
- Conte, Edouard (2011). Julius Wellhausen und die 'Kinder Adams'. Die Aktualität der Orientalisten. In: Schnepel, Burkhard; Brands, Gunnar; Schönig, Hanne (Hg.) Orient - Orientalistik - Orientalismus. Geschichte und Aktualität einer Debatte. Colonial Studies (S. 43–70). Bielefeld: Transcript
- Conte, Edouard (2011). Prisms of Eurocentrism. In: Messerli, Paul; Schwinges, Rainer C.; Schmid, Thomas (Hg.) Entwicklungsmodell Europa: Entstehung, Ausbreitung und Herausforderung durch die Globalisierung (S. 39–67). Zürich: vdf Hochschulverlag
- Conte, Edouard (2011). Elles seront des soeurs pour nous. Le mariage par permutation au Proche-Orient. Études rurales(187), S. 157–200. Paris: Editions de l'Ecole des Hautes Études en Sciences Sociales EHESS
- Conte, Édouard (2010). Adam and his consorts. Nasab and Prophecy from the Genesis to the Flood according to Muslim Tradition. In: Historiography in its Arabic Age: Al-Baladhuri's Ansab al-Ashraf. Deutsches Orient-Institut, Kairo. Feb 27th - March 1st 2010.
- Conte, Edouard (2010). Adam and His Consorts. Kinship and Prophecy from the Genesis to the Flood According to Muslim Tradition, Public lecture, French Institute for the Near East, Amman, 10.3.2010.
- Conte, Edouard (2010). Demographic Transition in the Greater Middle East, Invited lecture, Conférence régionale des chefs de mission suisses au Moyen-Orient, Dead Sea, Jordan, 3.11.2010.
- Badr, Ra'ed; Conte, Edouard; Heacock, Roger; al-Malkî, Majdi (Hg.) (2010). Al-bath al-naqdî fî l-culûm al-ijtimâciyya. Mudâkhalât sharqiyya-gharbiyya câbira li-l-ikhtisâsât. Ramallah: Birzeit University
- Conte, Edouard; Heacock, Roger (2010). Awâ'iqu binâ'i al-manhaj. Mugâribât zamakâniyya wa nihâyatu I-bidâ'ya. In: Badr, Ra'ed; Conte, Edouard; Heacock, Roger; al-Malkî, Majdi (Hg.) Al-bath al-naqdî fî l-culûm al-ijtimâciyya. Mudâkhalât sharqiyya-gharbiyya câbira li-l-ikhtisâsât (S. 7–58). Ramallah: Birzeit University
- Heacock, Roger; Conte, Edouard (2010). icâdatu murâjica "utruhât fîûrbâkh". In: Badr, Ra'ed; Conte, Edouard; Heacock, Roger; al-Malkî, Majdi (Hg.) Al-bath al-naqdî fî l-culûm al-ijtimâciyya. Mudâkhalât sharqiyya-gharbiyya câbira li-l-ikhtisâsât (S. 243–247). Ramallah: Birzeit University
- Conte, Edouard (2010). The Pursuit of War by Other Means. The "Human Terrain" Concept as a Challenge to Anthropology. In: Ruegg, François; Boscoboinik, Andrea (Hg.) From Palermo to Penang / De Palerme à Penang - A Journey into Political Anthropology / Un itinéraire en anthropologie politique. Festschrift für Christian Giordano. Freiburger Sozialanthropologische Studien / Freiburg Studies in Social Anthropology/ Etudes d'Anthropologie Sociale de l'Université de Fribourg (S. 365–381). Berlin: LIT
- Conte, Édouard; Walentowitz, Saskia (2009). Kinship Matters. Tribals, Cousins and Citizens in Southwest Asia and Beyond. Études rurales(184), S. 217–248. Paris: Editions de l'Ecole des Hautes Études en Sciences Sociales EHESS
- Heacock, Roger; Conte, Édouard (Hg.) (2009). Critical Research in the Social Sciences. A Transdisciplinary East-West Handbook. Ramallah: Birzeit University
- Heacock, Roger; Conte, Édouard (2009). Disciplinary Building Blocks, Space-Time Reconfigurations and the End of the Beginning (Chapter 1). In: Heacock, Roger; Conte, Édouard (Hg.) Critical Research in the Social Sciences. A Transdisciplinary East-West Handbook (S. 7–64). Ramallah: Birzeit University
- Conte, Édouard (2009). Julius Wellhausen und die 'Kinder Adams': Die Aktualität der Orientalisten, Festvortrag, NEU-ORIENT-IERUNGEN, Geschichte, Pfadabhängigkeiten und Gegenwart orientalistischer Imaginationen aus interdisziplinärer Sicht, Symposium anlässlich des 10. Jahrestages des Orientwissenschaftlichen Zentrums der Martin-Luther-Universität Halle-Wittenberg, 16.7.-18.7.2009.
- Conte, Édouard (2009). A Contest of Concepts: 'Ètnos' and 'Ethnicity' Revisited in the Wake of the Cold War, Religion and Ethnicity in Mongolian Societies, University of Bern, 3.-7.8.2009.
- Conte, Édouard; Shehada, Nahda (2008). Equity vs. Predictability? The Role of the Qadi in the Palestinian Territories. In: Kieser, Hans-Lukas; Meier, Astrid; Stoffel, Walter (Hg.) Revolution islamischen Rechts. Das Schweizerische ZGB in der Türkei. Schriftenreihe der Stiftung Forschungsstelle Schweiz-Türkei: Vol. 2 (S. 125–144). Zürich: Chronos
- Conte, Edouard (2006). The Swiss Schengen posters. Thoughts on the public expression of xenophobia. In: Ruegg, F.; Poledna, R.; Rus, C. (Hg.) Interculturalism and Discrimination in Romania Policies, Practices, Identities and Representations (S. 315–334). Berlin: LIT